# Dioscorea balcanica
Dioscorea balcanica là một loài thực vật có hoa trong họ Dioscoreaceae. Loài này được Koanin mô tả khoa học đầu tiên năm 1914.